# Triassic-Nunatak
Der Triassic-Nunatak ist ein kleiner Nunatak im westantarktischen Ellsworthland. Er ragt 2,5 km südwestlich des Jurassic-Nunatak am westlichen Ausläufer der Yee-Nunatakker auf.
Das Advisory Committee on Antarctic Names benannte ihn 1987 in Anlehnung an die Benennung des Jurassic-Nunatak nach der Trias, einer erdgeschichtlichen Epoche.